# Balonowy chłopak
Balonowy chłopak (Bubble Boy) – amerykańska komedia filmowa z 2001 roku w reżyserii Blaira Hayesa. W roli tytułowej wystąpił Jake Gyllenhaal. Autorem zdjęć był polski operator Jerzy Zieliński.

## Opis fabuły
Jimmy to nastoletni chłopak, który urodził się z ciężką postacią zespołu SCID i praktycznie nie posiada układu odpornościowego. Aby chronić go przez bakteriami i wirusami, jego głęboko religijna matka zbudowała dla niego plastikową komorę w jego pokoju, której nie może opuszczać. Tym samym matka jest jedynym oknem na świat, co skwapliwie wykorzystuje, kształtując jego światopogląd zgodnie z własnym. Pewnego dnia Jimmy'ego odwiedza ich nowa sąsiadka, dziewczyna w jego wieku. Jimmy z miejsca się zakochuje, ale wkrótce dowiaduje się, że jego ukochana ma już narzeczonego i lada dzień zamierza poślubić go na drugim końcu kraju. Zrozpaczony Jimmy buduje przenośną wersję swojej komory, swego rodzaju wielką bańkę z tworzywa, i rusza w podróż, aby nie dopuścić do zawarcia tego małżeństwa.

## Obsada
- Jake Gyllenhaal jako Jimmy
- Swoosie Kurtz jako Pani Livingston
- John Carroll Lynch jako Pan Livingston
- Marley Shelton jako Chloe
- Danny Trejo jako Slim

i inni

## Produkcja i wyniki
Film został wyprodukowany przez wytwórnię Touchstone Pictures. W dniu premiery był pokazywany na 1605 ekranach w USA. Przyniósł nieco ponad 5 mln dolarów przychodu (nie licząc dystrybucji zagranicznej), co oznaczało poważną klapę finansową, gdyż budżet produkcji wynosił ok. 13 mln USD.